# ゴットランド県

ゴットランド県
Gotlands län

ゴットランド県（ゴットランドけん。典: Gotlands län）は、スウェーデンの県（län）の一つで、略号はアルファベットのI。バルト海に浮かぶゴットランド島（スウェーデン最大の島）の全部と周辺の島々からなる県（län）で、その面積は3151平方キロメートルと、ブレーキンゲ県についで小さい。2017年現在の人口は5万8464人で、県庁所在地はゴットランド市ヴィスビューである。ゴットランド県は県下にある市がゴットランド市の1つしかないという、珍しい県でもある。
2000年に行われた調査によるヴィスビュー中心部(tätort)の人口数は2万4330人。また、他の県には設置されているランスティングが、ゴットランド県の島という性格から、ゴットランド県にはなく、県と市がその役割を分担している。通常ランスティングにある議会もゴットランド市議会がその代わりとなっている。
ヴィスビュー市の旧市街は世界遺産に登録されている。ヴァイキングの時代からの文化遺産があちこちに見られるが、ハンザ同盟の頃からバルト海交易で大いに繁栄した港町。最盛期はストックホルムよりも多くの人口を抱えていたとされる。スウェーデンで最も古い町並みを残すとされ、8月上旬の中世週間が特に有名。教会廃墟で行われる音楽フェスティバルやシェイクスピア劇など夏はイベントが多い。「バラと廃墟の街」と言われるヴィスビー旧市街は、城壁で囲まれ、ハンザ同盟時代の教会が廃墟となって中心部に数箇所残り、観光名所ともなっている。
また、島内各所に点在する中世からの教会も一見の価値がある。ゴットランド独特の教会建築様式が垣間見られる。そして、ゴットランド島の北にはフォーレ(Fårö)島が隣り合わせにあり、無料のフェリーが運航されている。フォーレ島は、映画監督イングマール・ベルイマンが晩年を送った島として知られるが、軍事基地が置かれていたため1990年代まで外国人の立ち入りが制限されていた（閉鎖都市）。フォーレ島を含めて、ゴットランド周辺の離島は自然保護区に指定され、野鳥のコロニーとなっている。

## 名所、旧跡
- ヴィスビー旧市街
  - サンタ・マリア大聖堂
  - 聖クレメンス教会跡
  - 聖カリン教会跡
- フォーロー島
  - 巨大な岩の彫刻群
- ストラカールスエー(野鳥の楽園。クリンテハームンから船で30分）

## アクセス
- 船
  - ストックホルム南郊のニーネスハムからフェリーまたは高速船
  - オスカルスハムンからフェリー（季節運航）
- 飛行機
  - ストックホルム-ブロンマ空港から
  - ストックホルム-アーランダ空港から

## 市
ゴットランド県下には1市しかない。
- ゴットランド (Gotland)
  - ヴィスビュー (Visby) ※ゴットランド中心部
  - スライト (Slite)
  - クリンテハムン (Klintehamn)
  - フォーレスンド (Fårösund)
  - レールブルー (Lärbro)
  - ブリスビーク (Burgsvik)